# Artemisia nova
Artemisia nova es una especie de arbusto del género Artemisia, que se distribuye por el oeste de los Estados Unidos.

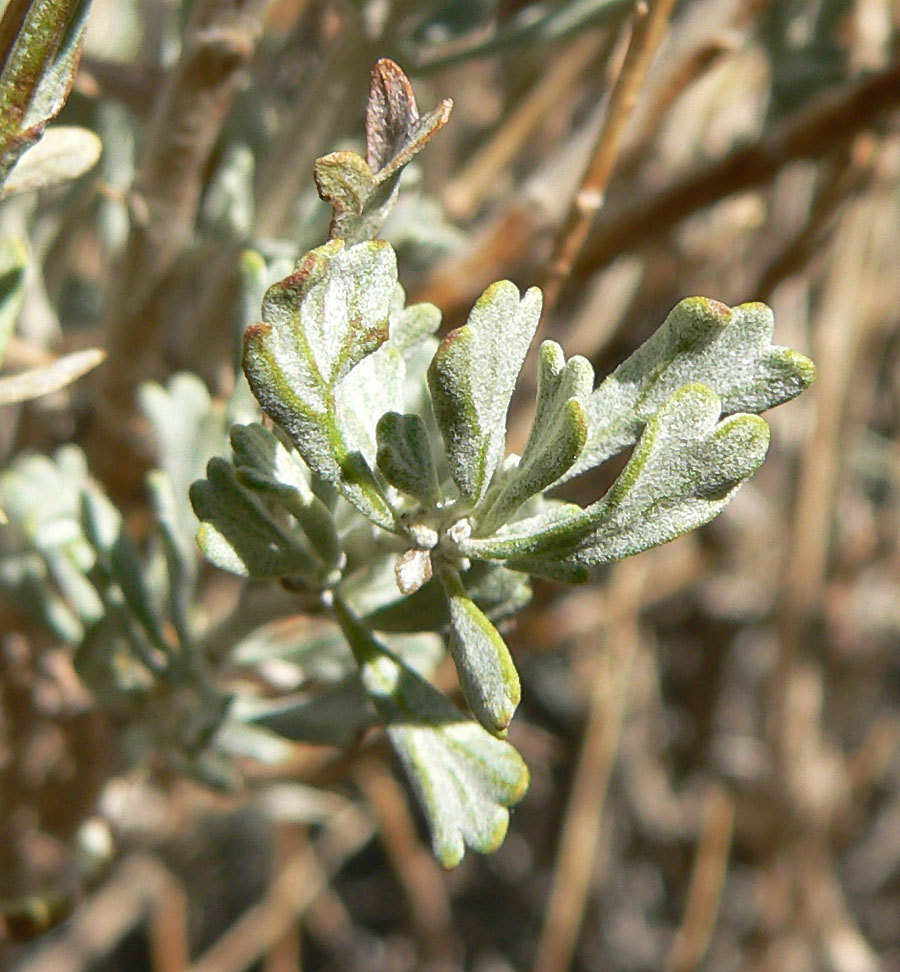
Detalle de las hojas

## Descripción
Se trata de uno de los más comunes arbustos en el oeste de Estados Unidos. La identificación es a veces difícil, ya que esta especie es similar en apariencia a la Artemisia arbuscula, y fácilmente se hibrida con Artemisia tridentata, cuando crece en la misma zona, dando lugar a formas intermedias. También, A. nova tiene dos principales formas morfológicas, una más oscura, una forma fácil de reconocer, y una menos frecuente de color gris-verde que se parece mucho a otras especies de artemisa. En general, este es un pequeño y erguido arbusto que produce tallos ramificados desde una base central. Por lo general, alcanza un tamaño de 20 a 30 centímetros, pero se ha sabido de algunas que exceden de 70 centímetros de altura. Las hojas son aromáticas de color verde, cortas y estrechas, y a veces dentadas en la punta. Esta especie a veces se puede distinguir de sus parientes de aspecto similar por los pelos glandulares negros de la punta de sus hojas. Las inflorescencias en forma de racimos de cabezas de flores. El fruto es un pequeño aquenio de hasta un milímetro de largo. La planta se reproduce a partir de semillas, excepto en muy raras ocasiones cuando se reproduce vegetativamente por acodo.

## Distribución y hábitat
Es originaria del oeste de Estados Unidos desde California a Montana y Nuevo México, donde crece en bosque y hábitats de pastizales. 

## Taxonomía
Artemisia nova fue descrita por Aven Nelson y publicado en Bulletin of the Torrey Botanical Club 27(5): 274. 1900.
Etimología
Hay dos teorías en la etimología de Artemisia: según la primera, debe su nombre a Artemisa, hermana gemela de Apolo y diosa griega de la caza y de las virtudes curativas, especialmente de los embarazos y los partos . Según la segunda teoría, el género fue otorgado en honor a Artemisia II, hermana y mujer de Mausolo, rey de la Caria, 353-352 a. C., que reinó después de la muerte del soberano. En su homenaje se erigió el Mausoleo de Halicarnaso, una de las siete maravillas del mundo. Era experta en botánica y en medicina.
nova: epíteto latino que significa "nueva.
Sinonimia
- Artemisia arbuscula var. nova (A.Nelson) Cronquist
- Artemisia arbuscula subsp. nova (A.Nelson) G.H.Ward
- Artemisia nova var. duchesnicola S.L.Welsh & Goodrich
- Artemisia tridentata var. nova (A.Nelson) McMinn
- Artemisia tridentata subsp. nova (A.Nelson) H.M.Hall & Clem.
- Seriphidium novum (A.Nelson) W.A.Weber[6]